# Obermühle (Rügland)
Obermühle ist ein Wohnplatz der Gemeinde Rügland im Landkreis Ansbach (Mittelfranken, Bayern). Obermühle liegt in der Gemarkung Rügland.

## Geografie
Die ehemalige Einöde, heute Haus Nr. 17 der Ruppersdorfer Straße des Gemeindeteils Rügland, liegt am Mettlachbach. Im Süden grenzt das Flurgebiet Obere Wiese an, im Norden erhebt sich der Mühlbuck. 1 km südwestlich befindet sich der Hohe Berg (459 m ü. NHN). Das Anwesen liegt an der Kreisstraße AN 17 die nach Ruppersdorf führt.

## Geschichte
Gegen Ende des 18. Jahrhunderts gehörte die Obermühle zur Realgemeinde Rügland. Die Mühle hatte das Rittergut Rügland der Herren von Crailsheim als Grundherrn. Unter der preußischen Verwaltung (1792–1806) des Fürstentums Ansbach erhielt die Obermühle die Hausnummer 57 des Ortes Rügland. Von 1797 bis 1808 unterstand der Ort dem Justiz- und Kammeramt Ansbach.
Im Rahmen des Gemeindeedikts wurde Obermühle dem 1808 gebildeten Steuerdistrikt Rügland und der 1811 gegründeten Ruralgemeinde Rügland zugeordnet. In den amtlichen Verzeichnissen nach 1888 wurde der Ort nicht mehr aufgelistet.

## Einwohnerentwicklung
| Jahr      | 001818 | 001836 | 001840 | 001852 | 001861 | 001871 | 001885 |
| Einwohner | 5      | 5      | 5      | 5      | *      | 10     | 6      |
| Häuser    | 1      | 1      | 1      | 1      |        |        | 1      |
| Quelle    | [ 7 ]  | [ 8 ]  | [ 9 ]  | [ 10 ] | [ 11 ] | [ 12 ] | [ 13 ] |

## Religion
Der Ort ist evangelisch-lutherisch geprägt und bis heute nach St. Margaretha (Rügland) gepfarrt. Die Einwohner römisch-katholischer Konfession sind nach St. Dionysius (Virnsberg) gepfarrt.